# Quận Madison, Florida
Quận Madison là một quận thuộc tiểu bang Florida, Hoa Kỳ. Quận lỵ đóng ở Madison6. 
Dân số theo điều tra năm 2010 của Cục điều tra dân số Hoa Kỳ là 19224 người.

## Địa lý
Theo Cục điều tra dân số Hoa Kỳ, quận này có diện tích 1850 km2, trong đó có 50 km2 là diện tích mặt nước.